# Forte de Nossa Senhora dos Remédios (Horta)

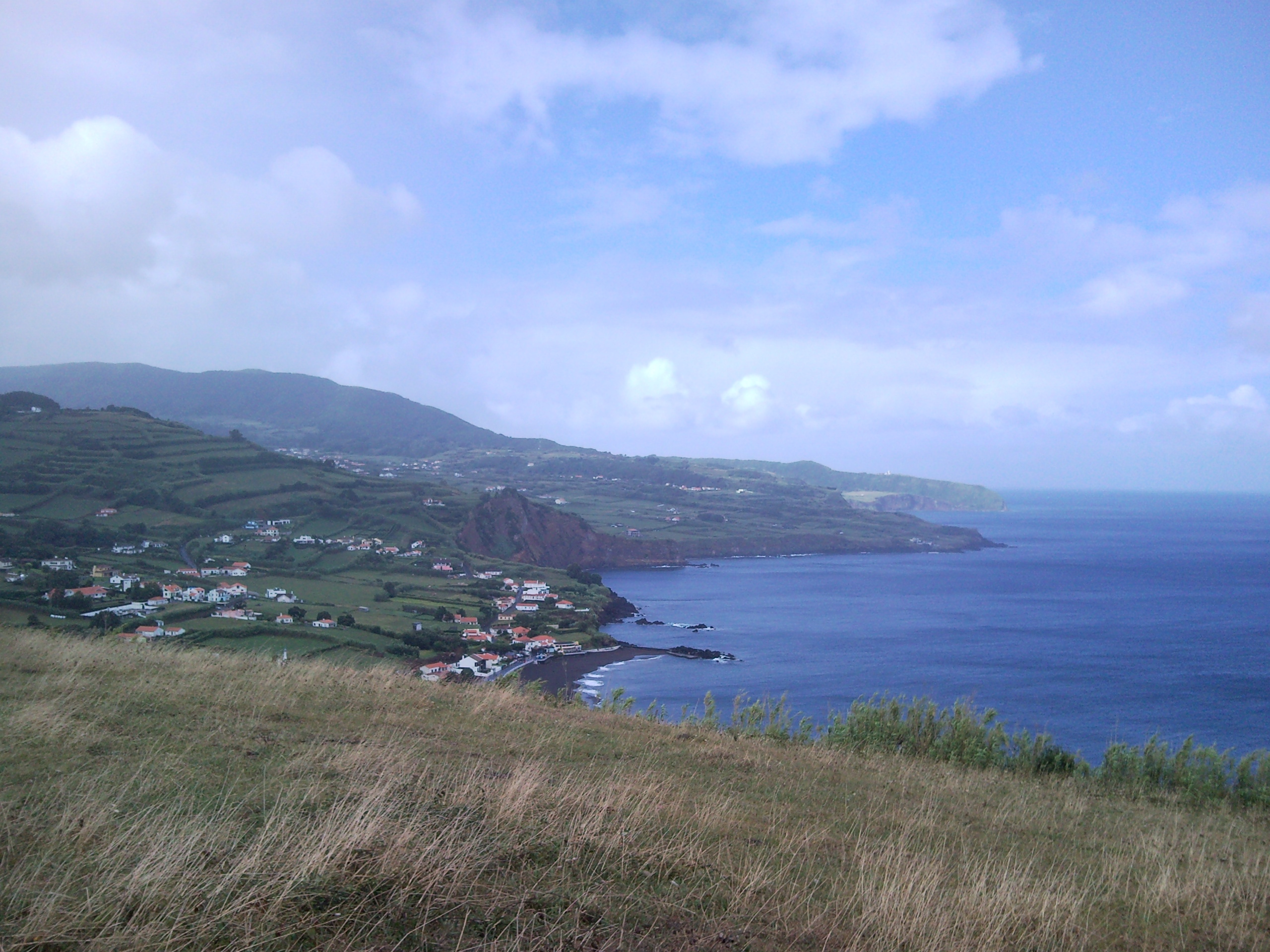
Praia do Almoxarife, Horta: vista panorâmica.

O Forte de Nossa Senhora dos Remédios, também referido como 2º Forte de Nossa Senhora dos Remédios da Praia do Almocharife, localizava-se na freguesia da Praia do Almoxarife, concelho da Horta, na ilha do Faial, nos Açores.
Em posição dominante sobre este trecho do litoral, constituiu-se em uma fortificação destinada à defesa deste ancoradouro contra os ataques de piratas e corsários, outrora frequentes nesta região do oceano Atlântico.

## História
No contexto da Guerra da Sucessão Espanhola (1702-1714) encontra-se referido como "O Forte de Nossa Senhora dos Remédios, do pé da Rocha." na relação "Fortificações nos Açores existentes em 1710".
A estrutura não chegou até aos nossos dias.